# Pagara simplex
Pagara simplex là một loài bướm đêm thuộc phân họ Arctiinae, họ Erebidae.